# Vera (nome)
Vera (pronuncia: /ˈvɛra/ o /ˈvera/) è un nome proprio di persona italiano femminile.

## Varianti
- Maschili: Vero

### Varianti in altre lingue
- Ceco: Věra[2]
- Croato: Vjera[3], Vera[2][3]
  - Alterati: Vjerica[3], Verica[2][3], Vjerana[3]
- Danese: Vera[2]
- Esperanto: Vera
- Finlandese: Veera[2]
- Francese: Véra
- Greco: Βέρα (Véra)
- Inglese: Vera[2]
- Lussemburghese
  - Ipocoristici: Veer[2], Veerke[2]

- Macedone: Вера (Vera)[2]
- Norvegese: Vera[2]
- Olandese: Vera[2]
  - Ipocoristici: Veer[2], Veerke[2]
- Polacco: Wera[2]
- Portoghese: Vera[2]
- Russo: Вера (Vera)[2]
  - Alterati: Верочка (Veročka)[2], Веруша (Veruša)[2], Верушка (Veruška)

- Serbo: Вера (Vera)[2]
  - Alterati: Верица (Verica)[2]
- Slovacco: Viera
- Sloveno: Vera[2]
- Svedese: Vera[2]
- Tedesco: Vera[2]
  - Alterati: Veruschka
- Ucraino: Віра (Vira)[2]
- Ungherese: Vera

## Origine e diffusione
Esistono più origini possibili per questo nome, identificanti in genere differenti prenomi omografi provenienti da diverse culture. Le derivazioni più diffuse son due, esemplificate dalla possibilità di una doppia pronuncia: una, Véra, è la continuazione del cognomen latino (poi nome personale) Vērus (e Vēra), derivante da vērus, "vero", "che afferma la verità". L'altra, Vèra, si basa sul russo Вера (Vera, pronuncia [ˈvʲɛrə]), "fede", nome recente diffusosi alla metà del XIX secolo soprattutto grazie alle protagoniste dei romanzi Un eroe del nostro tempo di Lermontov, Il burrone di Gončarov e Che fare? di Černyševskij; tutte le varianti non italiane sopra citate si rifanno a questa origine. Le due tradizioni poi si sono fuse; entrambe sono comunque state promosse da vari santi e sante che hanno portato questo nome. Può essere inoltre un ipocoristico di Veronica.
Esistono poi svariate origini "minori"; nel Sud Italia, il nome può costituire un ipocoristico di Venera. Nella cultura albanese il nome Vera ha un'origine ancora diversa, derivando dal termine albanese verë, "estate"; infine, per il nome italiano viene talvolta proposta una derivazione dal germanico war, "protezione".

## Onomastico

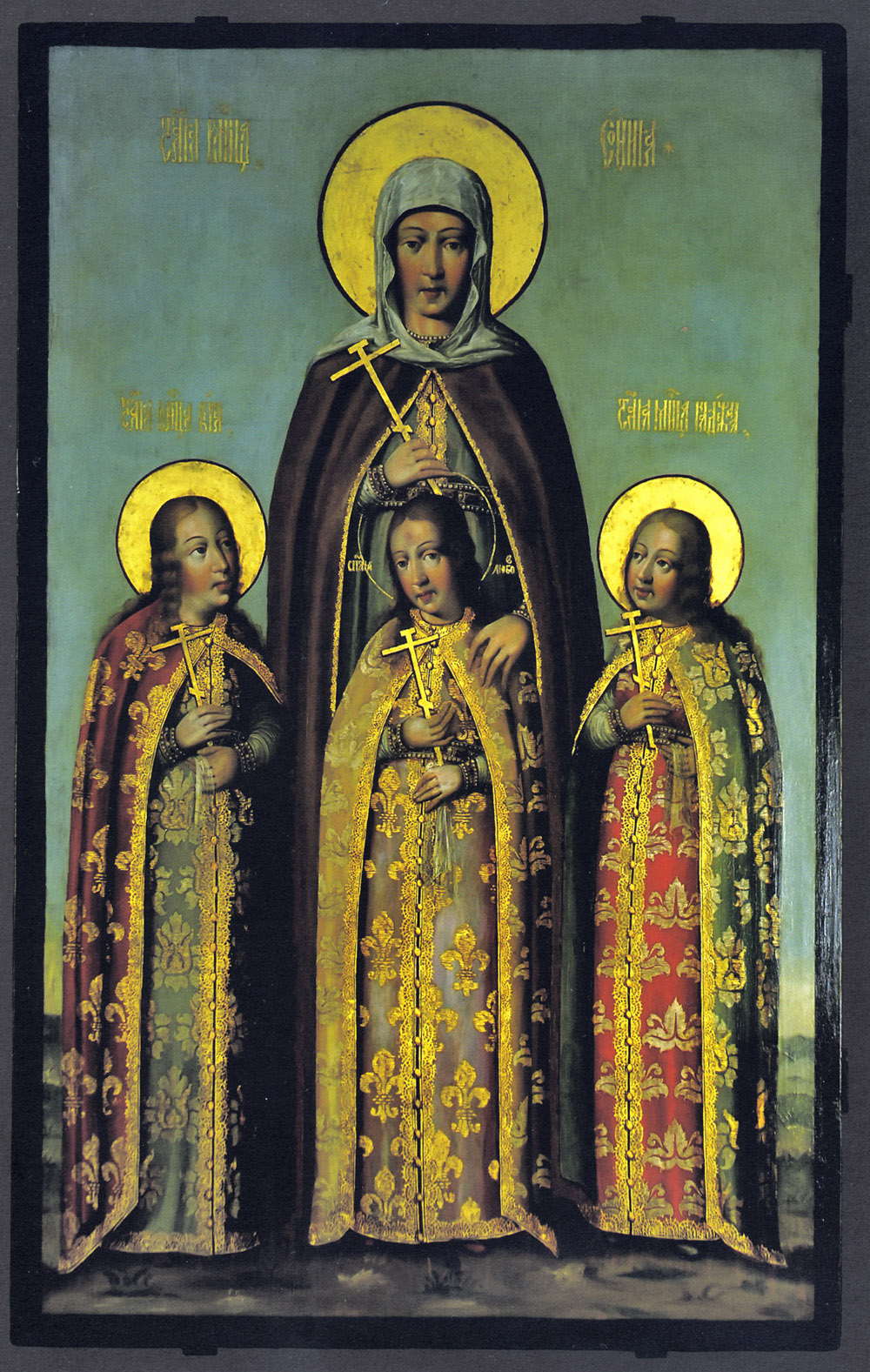
Vera (Fede), Nadežda (Speranza), Ljubov' (Carità) e la loro madre Sofija (Sapienza); icona di Karp Zolotarëv, 1685

L'onomastico si può festeggiare in memoria di diversi santi e sante, alle date seguenti:
- 24 gennaio, santa Vera di Clermont-Ferrand, vissuta nel X secolo[6]
- 1º agosto, santa Vera (o Fede), una delle figlie di santa Sofia, martire con la madre e le due sorelle a Roma sotto Traiano.
- 17 settembre, santa Vera, venerata dalla chiesa greca[6]
- santa Vera la Taciturna, santa russa

Sono inoltre fissati numerosi onomastici laici in diversi Paesi, fra i quali: 30 maggio (Svezia), 17 settembre (Bulgaria e Lettonia), 18 settembre (Francia), 30 settembre (Russia) e 8 ottobre (Repubblica Ceca).

## Persone

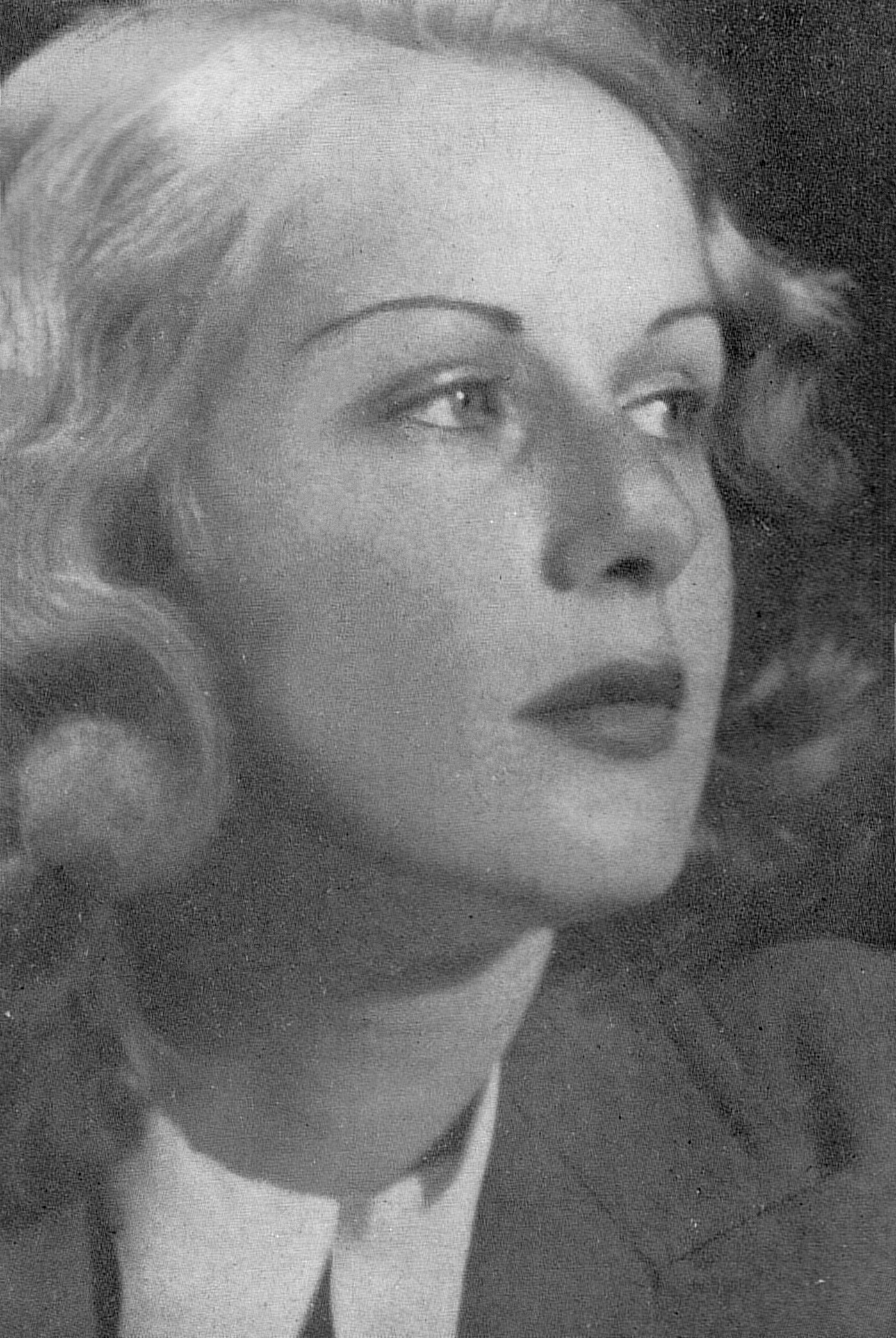
Vera Carmi

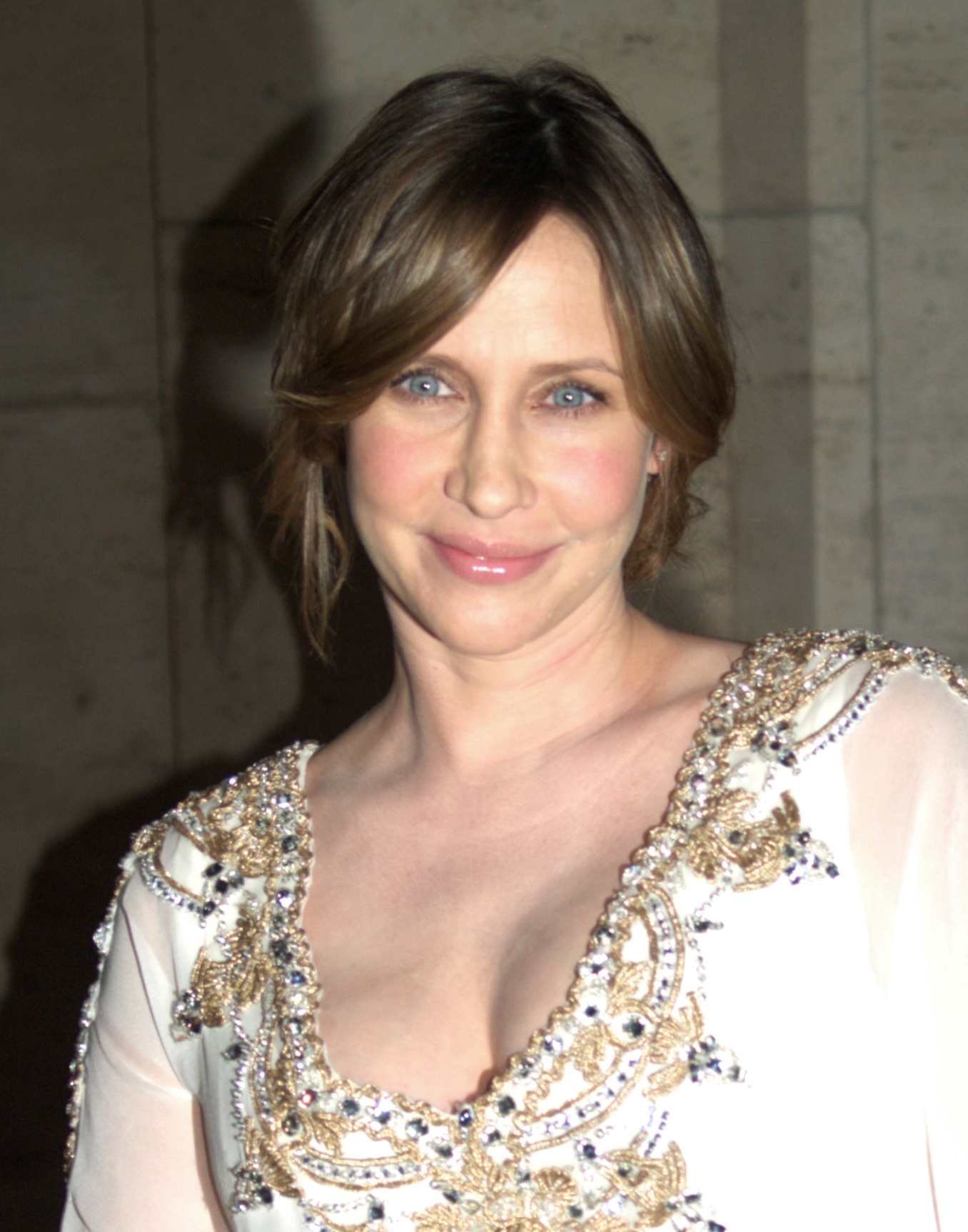
Vera Farmiga

- Vera Amerighi Rutili, soprano italiano
- Vera Barclay, scrittrice ed educatrice inglese
- Vera Carmi, attrice italiana
- Vera Ellen, attrice e ballerina statunitense
- Vera Farmiga, attrice statunitense
- Vera Figner, politica russa
- Vera Fischer, attrice brasiliana
- Vera Gheno, linguista, saggista e attivista italiana
- Vera Fëdorovna Komissarževskaja, attrice russa
- Vera Lynn, cantante britannica
- Vera Menchik, scacchista cecoslovacca naturalizzata britannica
- Vera Miles, attrice statunitense
- Vera Squarcialupi, politica italiana
- Vera Valli, cantante italiana
- Vera Wang, stilista statunitense
- Vera Zvonarëva, tennista russa

### Variante Věra
- Věra Čáslavská, ginnasta ceca
- Věra Chytilová, regista ceca
- Věra Pospíšilová-Cechlová, atleta ceca

## Il nome nelle arti
- Vera Pavlovna è la protagonista femminile del romanzo di Černyševskij, Che fare?.
- Vera è un personaggio del romanzo Fine di Fernanda Torres.
- Vera di Lorenzo è un personaggio della commedia La paura numero uno di Eduardo De Filippo.
- Vera è un personaggio della serie Pokémon.
- Vera Roth è un personaggio della soap opera Tempesta d'amore.
- Vera è il titolo di una canzone dei Pink Floyd contenuta nell'album The Wall.
- Vera Stanhope, protagonista di una serie di romanzi polizieschi scritti da Ann Cleeves.